# 마스다정 (미야기현)
마스다정(増田町)은 1955년까지 미야기현 나토리군에 존재했던 정이다. 현재의 나토리시 중심부에 해당하며, 나토리 시청과 도호쿠 본선 나토리역의 소재지이다.

## 역사
- 1889년 4월 1일 - 정촌제 시행에 수반해 마스다촌이 성립하였다.
- 1896년 6월 30일 - 정으로 승격해, 마스다정이 되었다
- 1955년 4월 1일 -유리아게 정, 시모마스다 촌, 다테코시 촌, 메데시마 촌, 다카다테 촌과 합병해, 나토리정이 성립하였다.

## 교통

### 철도
- 일본국유철도 도호쿠 본선

### 도로
- 국도 4호선